# Норман Маклеод
Норман Зінос Маклеод (англ. Norman Zenos McLeod; 20 вересня 1898 — 27 січня 1964) — американський кінорежисер.
Найвідоміша робота Маклеода була створена у співпраці з провідними виконавцями коміксів 1930-х років і включала такі фільми, як перші оригінальні комедії братів Маркс «Безглузда робота» (1931) і «Кінне пір'я» (1932), найбільш відомий фільм Вільяма Філдса «Це подарунок» (1934), «Таємне життя Уолтера Мітті» (1947) за участі Денні Кея і «Блідоликий» із Бобом Гоупом у головній ролі (1948). Він також був режисером перших двох частин франшизи про Топпера.
Серед інших важливих фільмів, знятих Маклеодом, — «Ризнуй» (1928), «Аліса в країні чудес» (1933), «Пенні з неба» (1936), «Там іде моє серце» (1938), «Весело ми живемо» (1938), «Маленькі люди» (1940), «Панама Хетті». (1942), Jackass Mail (1942) і його останній, Alias Jesse James (1959). У пізні роки життя Маклеод був найнятий письменником Родом Серлінгом, щоб фільмувати легенду комедійного кіно німого кіно Бастера Кітона в епізоді «Одного разу» Річарда Метісона 1961 року в класичному телесеріалі CBS «Сутінкова зона».

## Особисте життя
Він здобув освіту у Вашингтонському університеті та провів два роки пілотом винищувача в армійській авіаційній службі у Франції під час Першої світової війни. Він був одружений на Евелін Ворд, з якою він одружився в 1926 році, до своєї смерті 26 січня 1964 року. від інсульту у віці 65 років. Маклеод був похований на кладовищі Форест-Лон у Глендейлі, Каліфорнія.
8 лютого 1960 року він отримав зірку на Голлівудській алеї слави за його внесок у кіноіндустрію на Вайн-стріт, 1724.